# .zr
A .zr volt Zaire internetes legfelső szintű tartomány kódja. Mivel 1997-től Zaire neve Kongói Demokratikus Köztársaság lett, az ország a .zr helyett a .cd legfelső tartományt használja. 2001-ben végleg megszüntették.